# 三亚国际钢琴音乐周
三亚国际钢琴音乐周（Sanya International Piano Music Week）是在三亚举办的国际性钢琴活动。

## 概要
该比赛是由三亚市人民政府主办的国际活动。

## 2018首届中国（三亚）国际钢琴音乐周
- 2017年12月9日举行全球媒体发布会[3]
- 音乐周举办时间：2018年2月3日-8日
- 音乐周举办地点：三亚市图书馆、三亚市群众艺术馆